# Gérard Lauzier
Gérard Lauzier (Marsella, 30 de noviembre de 1932 - París, 6 de diciembre de 2008) fue un historietista, autor teatral y realizador cinematográfico francés. Sus cómics se caracterizan por su sarcasmo hiriente y su agudeza para la sátira social.

## Biografía

### Inicios
Tras licenciarse en Filosofía, estudió Arquitectura durante cuatro años en la Escuela de Bellas Artes de París. Empezó a trabajar como dibujante de prensa en los «Ateliers Perret et Lagneaux».
En 1956 se trasladó a Brasil, inicialmente sólo para pasar tres meses de vacaciones, que se convirtieron en varios años. Permaneció en el país sudamericano entre 1956 y 1964, donde creó una agencia de publicidad y realizó dibujos humorísticos para el Journal de Bahia. A su regreso a Francia, en 1965, tras el golpe militar en Brasil, volvió a trabajar como dibujante humorístico para varias publicaciones, como Candide, Paris-Presse, Lui, Paris-Match, France-Soir o Le Journal du Dimanche. 

### Carrera como historietista
En 1974 hizo su debut en el cómic con Lili Fatale (1974), serie que apareció primero en las páginas de la revista Pilote, más tarde publicada como álbum por la editorial Dargaud. En la revista Lui publicó Les sextraordinaires aventures de Zizi et Peter Panpan. En Pilote apareció una de las series que más fama le proporcionaron, Cosas de la vida (Tranches de vie), de la que se publicaron cinco álbumes. En estos álbumes, y en otros como La carrera del ratón (La Course du rat, 1978); La Tête dans le sac (1980), y Les Cadres (1981),

Bajo el hiriente rayo de su discurso satírico no sólo caen yuppies, playboys, ricachos y otras gentes de mal vivir; también reciben su amarga dosis los idealistas de café, los jóvenes revolucionarios con el pienso paterno asegurado, los pícaros artistas de las nuevas tendencias y todo aquel que oculte tras una máscara respetable su realidad llena de cobardías, falsedades e intereses poco presentables.

En Recuerdos de un joven (Souvenirs d'un jeune homme, 1982) creó a uno de sus personajes más emblemáticos, el egocéntrico adolescente Michel Choupon. Con el dibujante Alexis había dado vida a Al Crane.

### El mundo del cine
Abandonó temporalmente la historieta para orientar su carrera hacia el teatro y el cine. Adaptó a la gran pantalla La Course du rat en una película titulada Je vais craquer, con Christian Clavier como protagonista. En 1985, había trabajado en la adaptación a la gran pantalla de sus Tranches de vie. Por su parte, la compañía teatral catalana Dagoll Dagom estrenaría en 1983 su espectáculo Glups, basado en las historietas del autor francés.
En los años 90 Lauzier trabajó, entre otras, en las películas Mon père, ce héros (1990), protagonizada por Gérard Depardieu, Le Fils du Français, con Fanny Ardant, y Astérix et Obélix contre César (Claude Zidi, 1990). También dirigió obras teatrales, como Une table pour 6. Regresó a la historieta en 1992 con Diario del artista (Portrait de l'artiste, 1992), segunda parte de Recuerdos de un joven y su último cómic. En 1993 fue galardonado con el Gran Premio del Festival de Angulema.